# David Alegre
David Alegre Biosca (Barcelona, 6 de septiembre de 1984) es un jugador español de hockey hierba del Real Club de Polo de Barcelona, que ocupa la demarcación de mediocampo. 
Es internacional absoluto con la selección española, con la que ha disputado cinco Juegos Olímpicos, proclamándose subcampeón olímpico en los Juegos Olímpicos de Pekín 2008.
Su hermano mayor, es el también internacional español de hockey Ramón Alegre.

## Participaciones en Juegos Olímpicos
- Atenas 2004, cuarto puesto.
- Pekín 2008, medalla de plata.
- Londres 2012, sexto puesto.
- Río de Janeiro 2016, quinto puesto.
- Tokio 2020, octavo puesto.